# Crucificação com Maria Madalena (Perugino)
A Crucificação com Maria Madalena (às vezes chamada de "Crucificação de Pazzi") é um afresco de c. 1495 da Crucificação de Cristo por Perugino na casa capitular do mosteiro cisterciense de Santa Maria Maddalena dei Pazzi em Florença.
É seu trabalho mais notável em Florença. Foi uma encomenda da família Pucci - o livro de contas de Antonio Bili relata que Dionigi e Giovanna Pucci encomendaram uma obra ao "Mestre Piero della Pieve a Chastello, um peruano" em 20 de novembro de 1493 e pagaram 55 ducados de ouro em sua conclusão em 20 de abril de 1496.
O painel central mostra Maria Madalena (a quem a igreja do mosteiro foi dedicada em 1257) em oração aos pés da cruz. O painel da esquerda mostra a Virgem Maria com São Bernardo (um dos principais líderes na reforma do monaquismo beneditino que causou a formação da Ordem de Cister) e o da direita mostra São João Apóstolo com São Bento.